# Бережок (Бокситогорський район)
Бережок (рос. Бережок) — присілок Бокситогорського району Ленінградської області Росії. Входить до складу Климовського сільського поселення.
Населення — 41 особа (2012 рік).

## Населення
| 2007 | 2010 | 2017 |
| ---- | ---- | ---- |
| 39   | ↘21  | ↗26  |